# Xã Center, Quận Butler, Pennsylvania
Xã Center (tiếng Anh: Center Township) là một xã thuộc quận Butler, tiểu bang Pennsylvania, Hoa Kỳ. Năm 2010, dân số của xã này là 7.898 người.